# Дом А. К. Фабовского
Дом А. К. Фабовского — ростовский памятник градостроительства и архитектуры. Здание расположено в Кировском районе города на Социалистической улице. Построено в 1892 году. С 2023 года зданию присвоен статус объекта культурного наследия России регионального значения. Изначально здание принадлежало железнодорожному чиновнику и мировому судье А. К. Фабовскому.